# 004
004 is een personage uit de James Bondfilm The Living Daylights (1987) gespeeld door acteur Frederick Warder.
Deze geheim agent landt samen met James Bond (007) en 002 per parachute op Gibraltar voor een oefening van MI6 om door de radarinstallaties te dringen. De SAS staat verdekt opgesteld om de drie geheim agenten tijdens hun test te onderscheppen. '004' wil na zijn landing op Gibraltar met een touw naar boven klimmen. Als hij halverwege is, doemt er boven hem een duister figuur op. Deze gestalte laat via het touw een kaartje naar beneden glijden. Als de 00-agent de tekst 'Smiert Spionom' (dood aan spionnen) leest, wordt zijn touw doorgesneden. Met een ijzige doodskreet stort '004' te pletter.
Omdat in deze scène de nieuwe Bond (Timothy Dalton) werd geïntroduceerd, wilden de filmmakers dat de andere twee 00-agenten enigszins op voorgangers Sean Connery/George Lazenby en Roger Moore leken. Zodat de kijker bij het zien van eerst 002 (die met zijn lichte haar iets weg heeft van Moore) en daarna '004' (met donker haar) zich zou moeten afvragen wie van deze twee Bond is. Als uiteindelijk Dalton zich toont, op het moment dat '004' naar beneden valt, is het duidelijk - dit is de nieuwe Bond.